# RWS Drenthe
RWS Drenthe was de regionale dienst van Rijkswaterstaat, die werkte in de provincie Drenthe. Het beheersgebied omvatte het landelijk hoofdwegennet in deze provincie en het scheepvaartbeheer op het Noord-Willemskanaal en de Drentsche Hoofdvaart totdat deze aan de provincie Drenthe werden overgedragen.

## Geschiedenis van de organisatie
De dienst is op 1 januari 1994 door de fusie met de toenmalige regionale directies RWS Groningen en RWS Friesland opgegaan in de directie RWS Noord-Nederland. Ook daarvoor zijn er vele fusies en splitsingen van de noordelijke Rijkswaterstaatsdiensten geweest, waarbij de dienst in Drenthe ook een aantal malen is samen gegaan met RWS Overijssel. Tussen 1959 en 1978 was de leiding van de directies Drenthe en Groningen opgedragen aan één hoofdingenieur-directeur.
Vanaf 1803 heetten die diensten districten, vanaf 1903 werd de naam directie.
De verschillende namen voor de regionale waterstaatsdienst in Drenthe sedert de oprichting waren:
| Sinds:         | Naam van de organisatie                  | Gebied                          |
| -------------- | ---------------------------------------- | ------------------------------- |
| 1 april 1811   | departement de l'Ems Occidental          | Groningen en Drenthe            |
| 6 mei 1814     | 8e (provisionele) district               | Groningen en Drenthe            |
| 1 januari 1817 | 8e district: Groningen & Drenthe         | Groningen en Drenthe            |
| 1 juli 1822    | Drenthe                                  | Drenthe                         |
| 1 april 1849   | 3e district: Drenthe                     | Drenthe                         |
| 1 mei 1866     | 1e en 3e district: Groningen & Drenthe   | Groningen en Drenthe            |
| 1 april 1882   | 3e en 4e district: Drenthe en Overijssel | Drenthe en Overijssel           |
| 1 juli 1903    | 5e directie: Overijssel en Drenthe       | Drenthe en Overijssel           |
| 1 januari 1918 | 5e directie: Friesland en Drenthe        | Friesland en Drenthe            |
| 1 mei 1918     | directie: Friesland en Drenthe           | Friesland en Drenthe            |
| 1 januari 1931 | directie Groningen, Friesland en Drenthe | Groningen, Friesland en Drenthe |
| 1 mei 1937     | directie Overijssel en Drenthe           | Drenthe en Overijssel           |
| 1 oktober 1956 | directie Drenthe                         | Drenthe                         |
| 1 januari 1994 | directie Noord-Nederland                 | Groningen, Friesland en Drenthe |